# 昂维尔
昂维尔（法語：Anville，法語發音：[ɑ̃vil]）是法国夏朗德省的一个旧市镇，属于干邑区。2019年，昂维尔与临近的3个市镇合并为新市镇瓦勒多日。

## 地理
昂维尔（45°49'44"N, 0°6'50"W）面积8.16 平方千米，位于法国新阿基坦大区夏朗德省，该省份为法国西部内陆省份，北起德塞夫勒省和维埃纳省，东临上维埃纳省，东南至多尔多涅省，南至多爾多涅省，西接滨海夏朗德省。
与昂维尔接壤的市镇（或旧市镇、城区）包括：蒙蒂涅、欧日-圣梅达尔、索讷维尔、布雷东、讷维克堡。

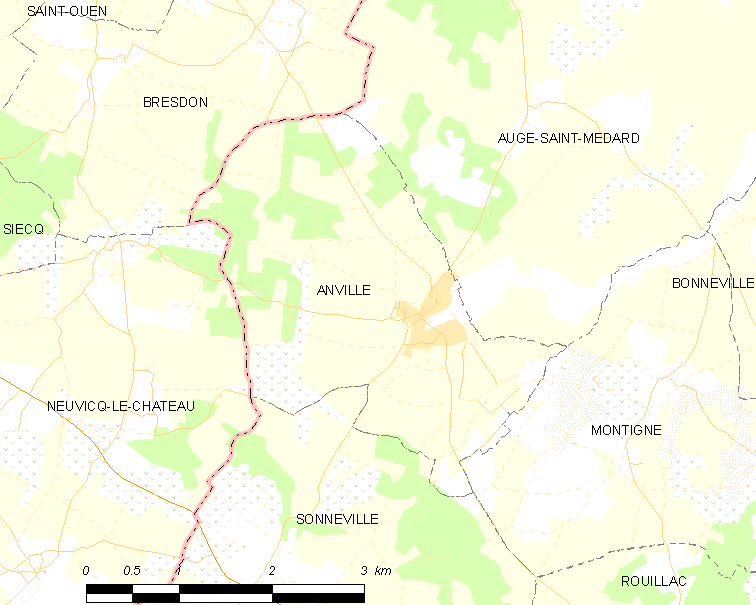
昂维尔的OSM定位图

昂维尔的时区为UTC+01:00、UTC+02:00（夏令时）。

## 行政
昂维尔的邮政编码为16170，INSEE市镇编码为16017。

## 政治
昂维尔所属的省级选区为努埃尔河谷县。

## 人口

1962-2008年间昂维尔人口变化图示

昂维尔于2018年1月1日时的人口数量为210人。